# Кохонен, Теуво
Те́уво Ка́леви Ко́хонен (фин. Teuvo Kalevi Kohonen; 11 июля 1934 — 13 декабря 2021) — финский учёный в области искусственных нейронных сетей и машинного обучения, академик, заслуженный профессор Академии наук Финляндии.

## Биография
В 1957 году окончил Технологический университет в Хельсинки и получил степень магистра. В 1960 он стал лиценциатом технологии, а в 1962 году получил степень доктора философии.
С 1957 по 1959 годы он работал ассистентом преподавателя физики в Хельсинкском технологическом университете, в 1963—1965 гг. — доцентом, а в 1965—1993 — профессором физики
В 1960 году, работая на факультете физики Технологического университета в Хельсинки, Кохонен принимал участие в создании первой в Финляндии ЭВМ Reflac (Reflex Aritmetics Computer). Машина была частью обширной программы исследований, по разработке системы компьютерного управления производственным процессом. Reflac содержала в общей сложности около 1 200 транзисторов. Для её программирования был разработан специальный язык Egon Cronhjortin. В настоящее время Reflac находится в музее Кафедры компьютерных технологий Технологического университета.
В период 1975—1978 и 1980—1999 годы Кохонен являлся профессором Академии наук.
В течение большей части своей научной деятельности Кохонен руководил работой Исследовательского центра нейронных сетей Технологического университета в Хельсинки. Это центр был создан при Академии наук Финляндии специально для проведения научных исследований, связанных с разработками Кохонена. Когда Кохонен отошел от активной научной работы, центр был переименован в Центр адаптивных информационных исследований, сейчас его возглавляет Эрки Ойя.
Тойво Кохонен был избран первым вице-президентом Международной ассоциации распознавания образов в 1982—1984 гг. В 1991 году он стал первым президентом Европейского общества нейронных сетей.
В марте 2000 года был избран почётным академиком Академии наук Финляндии.

## Научные достижения
Кохонен сделал большой вклад в изучение искусственных нейронных сетей. В частности, разрабатывал фундаментальную теорию ассоциативной памяти, предложил алгоритм обучения с учителем для сетей векторного квантования, оригинальные алгоритмы обработки символьной информации, такие как избыточная хеш-адресация и др.
Наиболее известное творение Кохонена — особый вид нейронных сетей, известных как самоорганизующиеся карты Кохонена, которые используются для решения задач кластеризации данных. Помимо карт Кохонена существует целый класс нейросетей — нейронные сети Кохонена, основным элементом которых является слой Кохонена.
Алгоритм обучения Кохонена и карты Кохонена послужили основой для большого количества исследований в области нейронных сетей, благодаря чему Кохонен считается самым цитируемым финским ученым. Количество научных работ по картам Кохонена составляет около 8 000.
Т. Кохонен — автор более 300 публикаций и 4 монографий.

## Награды
За выдающиеся достижения в науке Кохонен получил множество наград и почётных званий, в том числе:
- IEEE Neural Networks Council Pioneer Award (1991);
- Technical Achievement Award of the IEEE Signal Processing Society (1995);
- Frank Rosenblatt Technical Field Award (2008);